# Joe Hendricks

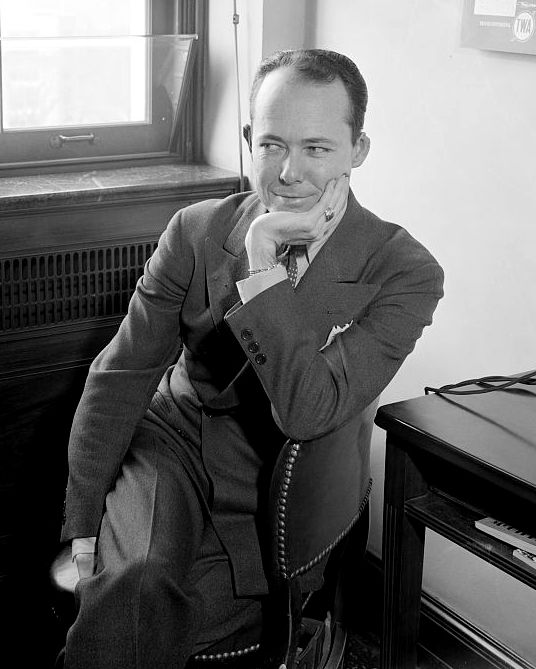
Joe Hendricks (1940)

Joseph Edward „Joe“ Hendricks (* 24. September 1903 in Lake Butler, Florida; † 20. Oktober 1974 in Lakeland, Florida) war ein US-amerikanischer Politiker. Zwischen 1937 und 1949 vertrat er den Bundesstaat Florida im US-Repräsentantenhaus.

## Werdegang
Joe Hendricks besuchte die öffentlichen Schulen seiner Heimat und studierte danach bis 1930 an der Stetson University. Nach einem anschließenden Jurastudium an dieser Universität und seiner im Jahr 1934 erfolgten Zulassung als Rechtsanwalt begann er in DeLand in seinem neuen Beruf zu arbeiten. Damals wurde er auch Anwalt der Steuerbehörde des Staates Florida. Politisch wurde er Mitglied der Demokratischen Partei.
Bei den Kongresswahlen des Jahres 1936 wurde er im fünften Wahlbezirk von Florida in das US-Repräsentantenhaus in Washington, D.C. gewählt, wo er am 3. Januar 1937 die Nachfolge von William J. Sears antrat. Nach fünf Wiederwahlen konnte er bis zum 3. Januar 1949 sechs Legislaturperioden im Kongress absolvieren. Dort wurden bis 1941 noch weitere New-Deal-Gesetze der Bundesregierung verabschiedet. Seit 1941 wurde auch die Arbeit des Kongresses von den Ereignissen des Zweiten Weltkrieges und dessen unmittelbaren Folgen bestimmt.
1948 verzichtete Hendricks auf eine weitere Kongresskandidatur. Nach seinem Ausscheiden aus dem Repräsentantenhaus wurde er Präsident der Firma Hendricks Homes Inc. Außerdem war er Vorsitzender des Planungsausschusses der Stadt Plant City. Überdies gehörte er dem Planungsausschuss im Hillsborough County an. Er starb am 20. Oktober 1974 in Lakeland.